# Autostrada A1 (Tunisia)
L'autostrada A1 è la principale autostrada della Tunisia ed attraversa il paese da nord a sud. Non ancora ultimata, le due sezioni aperte al traffico hanno una lunghezza complessiva di 485 km. A lavori ultimati l'autostrada avra' una lunghezza totale di 569 km. La A1 fa parte del più ampio tracciato della Transmaghrebina della rete autostradale Trans-Africana.

## Storia

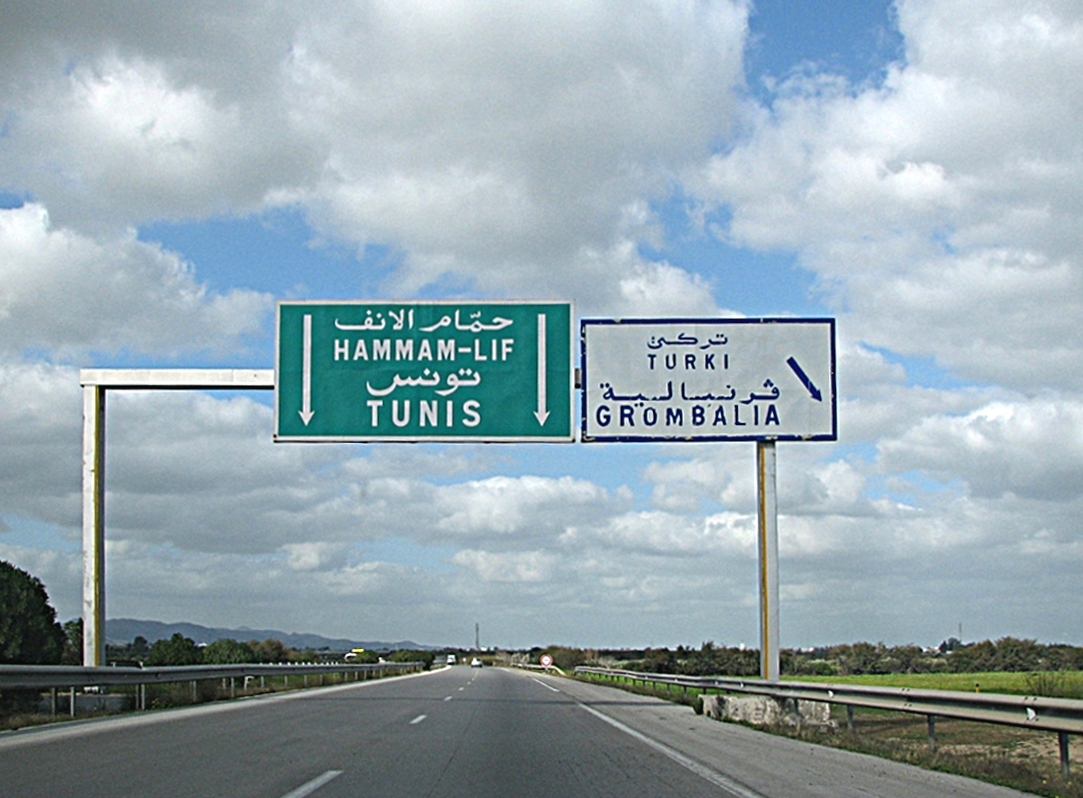
L'A1 nel 2008.

Il primo tratto Tunisi-Turki è stato inaugurato nel 1981, che fu seguito cinque anni dopo dalla sezione Turki-Hammamet. Nel 1994 fu inaugurato un ulteriore tratto fino ad Enfidha. La sezione Enfidha-Sfax fu aperta al traffico solo nel 2008 e fu estesa fino allo svincolo di Gabès Nord nel 2018.
La parte finale della A1 che va dallo svincolo di Gabes Nord fino al terminale sulla RN1 a Ras Agedir è complessivamente lunga 176 km di cui 
nel luglio del 2018 ne sono stati aperti al traffico 54 km tra Medenine a Ben Gardane e nel marzo 2021 ulteriori 38 km. La rimanente sezione di 84 km di A1 tra Gabes Nord e Medenine è stato aperta al traffico il 3 febbraio del 2023. Nel giugno del 2024 sono state aperte le stazioni di servizio di Sfax-Agareb. Sono previste aree di servizio ai km 412, 455 e 514,5.
| Anno | Tratto inaugurato        | km    | km prog. |
| ---- | ------------------------ | ----- | -------- |
| 1981 | Tunisi - Turki           | 32,8  | 32,8     |
| 1986 | Turki - Hammamet         | 19,6  | 52,4     |
| 1994 | Hammamet - Enfidha       | 39,0  | 91,4     |
| 2008 | Enfidha - Sfax Nord      | 147,6 | 239      |
| 2017 | Sfax Nord - Gabes Nord   | 154   | 393      |
| 2023 | Gabes Nord - Medenine    | 83,5  | 476,5    |
| 2018 | Medenine - Ben Gardane   | 54    | 530,5    |
| 2021 | Ben Gardane - Ras Agedir | 38,5  | 569      |

## L'autostrada oggi

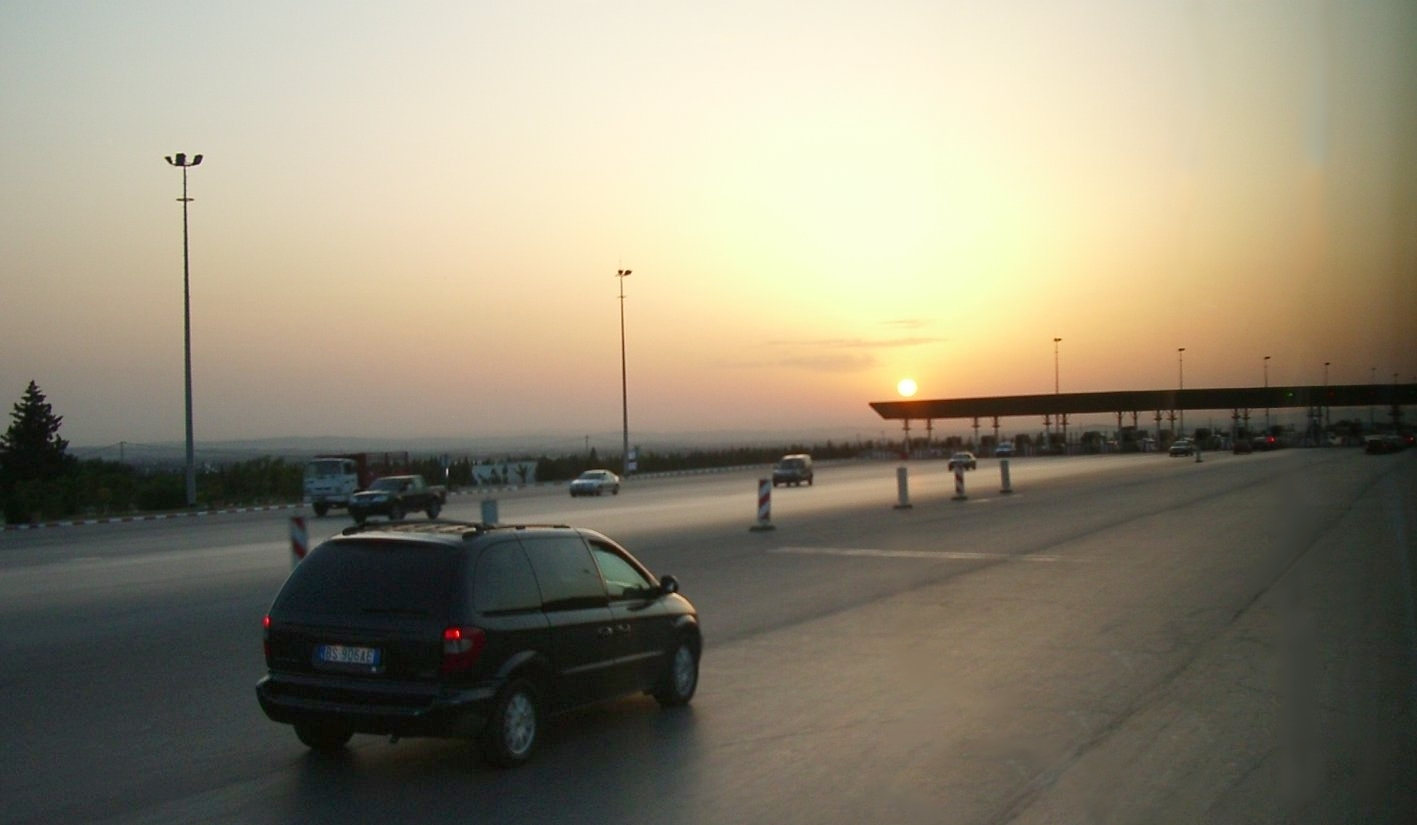
La barriera di Mornag.

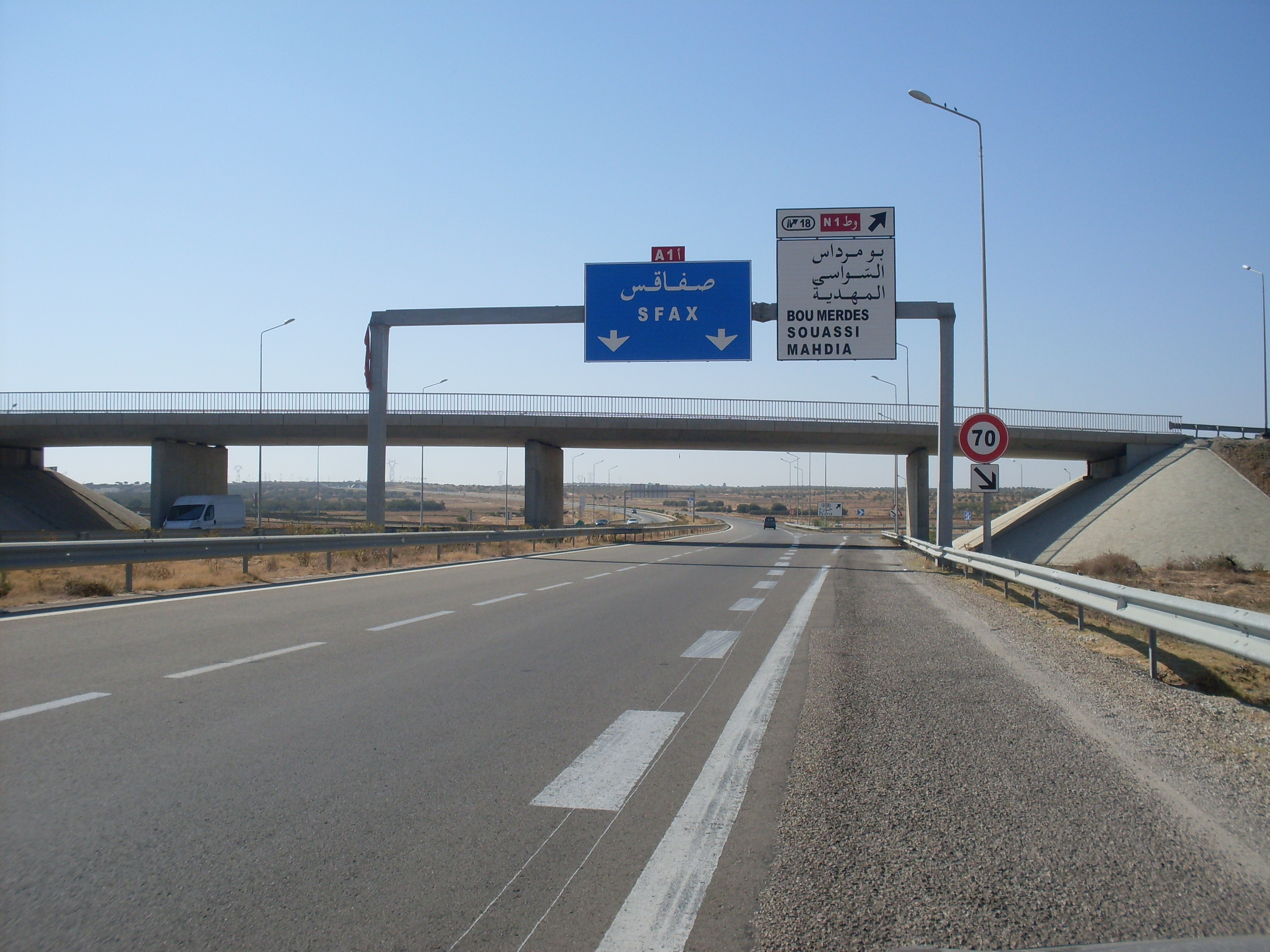
La A1 nei pressi di Bou Merdes.

| TUNISI-LIBIA |                                                                                        |       |      |             |                |
| Tipo         | Indicazione                                                                            | ↓km↓  | ↑km↑ | Governorato | TAH            |
|              | Tunisi Strada Regionale 22                                                             | 0,0   | ..   | Tunisi      | Trans Africana |
| 1            | Città Olimpica di Radès                                                                | 2,2   | ..   | Ben Arous   | Trans Africana |
| -            | Centro commerciale Azur City                                                           | ..    | ..   | Ben Arous   | Trans Africana |
| 2            | Boumhel - Hammam Lif                                                                   | 4,9   | ..   | Ben Arous   | Trans Africana |
| 3            | Mornag                                                                                 | 8,7   | ..   | Ben Arous   | Trans Africana |
|              | Barriera di Mornag                                                                     | ..    | ..   | Ben Arous   | Trans Africana |
| 25           | Diramazione per Borj Cédria                                                            | 16,5  | ..   | Ben Arous   | Trans Africana |
| 4            | Grombalia                                                                              | 29,2  | ..   | Nabeul      | Trans Africana |
|              | Area di servizio "Grombalia"                                                           | ..    | ..   | Nabeul      | Trans Africana |
| 5            | Turki Strada Regionale 27 per Nabeul                                                   | 32,8  | ..   | Nabeul      | Trans Africana |
| 6            | Hammamet Nord Strada regionale 130 per Nabeul                                          | 48,1  | ..   | Nabeul      | Trans Africana |
| -            | Hammamet Golf                                                                          | ..    | ..   | Nabeul      | Trans Africana |
| 7            | Hammamet                                                                               | 52,4  | ..   | Nabeul      | Trans Africana |
| -            | Hammamet Sud (solo dir. sud)                                                           | ..    | ..   | Susa        | Trans Africana |
| 8            | Bouficha - Zaghouan                                                                    | 67,8  | ..   | Susa        | Trans Africana |
|              | Area di servizio "Sidi Khelifa"                                                        | ..    | ..   | Susa        | Trans Africana |
| 9            | Enfidha Strada nazionale 2 per Kairouan                                                | 91,4  | ..   | Susa        | Trans Africana |
| 10           | Aeroporto di Enfidha                                                                   | 93,6  | ..   | Susa        | Trans Africana |
|              | Barriera di Hergla                                                                     | ..    | ..   | Susa        | Trans Africana |
| 11           | Hergla                                                                                 | 104,0 | ..   | Susa        | Trans Africana |
| 12           | Hammam Susa - Sidi Bou Ali                                                             | 114,0 | ..   | Susa        | Trans Africana |
| 13           | Kalâa Kebira (solo dir. sud)                                                           | 121,0 | ..   | Susa        | Trans Africana |
| 14           | Susa Centro - Monastir                                                                 | 126,0 | ..   | Susa        | Trans Africana |
|              | Barriera di Susa                                                                       | ..    | ..   | Susa        | Trans Africana |
| 15           | Susa Sud Strada nazionale 12 per Kairouan                                              | 134,0 | ..   | Susa        | Trans Africana |
| 16           | M'saken - Knaies                                                                       | 141,0 | ..   | Susa        | Trans Africana |
|              | Barriera di M'saken                                                                    | ..    | ..   | Susa        | Trans Africana |
| 17           | Borjine Strada Regionale 88 per Jemmel                                                 | 150,0 | ..   | Susa        | Trans Africana |
|              | Area di servizio "Borjine"                                                             | ..    | ..   | Monastir    | Trans Africana |
| 18           | Bou Merdes Strada Regionale 96 per Mahdia                                              | 171,0 | ..   | Mahdia      | Trans Africana |
| 19           | El Jem                                                                                 | 189,0 | ..   | Mahdia      | Trans Africana |
|              | Area di servizio "El Jem"                                                              | ..    | ..   | Mahdia      | Trans Africana |
| 20           | El Hencha - Menzel Chaker                                                              | 215,0 | ..   | Sfax        | Trans Africana |
| 21           | Sfax Nord                                                                              | 239,0 | ..   | Sfax        | Trans Africana |
|              | Area di servizio "Sfax-Agareb"                                                         | 252,0 | ..   | Sfax        | Trans Africana |
| 22           | Sfax Sud Aeroporto di Sfax-Thyna                                                       | 261,0 | ..   | Sfax        | Trans Africana |
| 23           | Mahres                                                                                 | 282,0 | ..   | Sfax        | Trans Africana |
|              | Area di servizio (in progetto)                                                         | ..    | ..   | Sfax        | Trans Africana |
| 24           | Ghriba                                                                                 | 305,0 | ..   | Sfax        | Trans Africana |
| 25           | Skhira                                                                                 | 333,0 | ..   | Sfax        | Trans Africana |
| 26           | Metouia                                                                                | 375,0 | ..   | Gabes       | Trans Africana |
| 27           | Gabès Nord - El Hamma Strada nazionale 16 Strada nazionale 1                           | 393,0 | ..   | Gabes       | Trans Africana |
| 28           | Gabès Sud Aeroporto di Gabes-Matmata Strada regionale 107 per Matmata                  | 404,0 | ..   | Gabes       | Trans Africana |
|              | Area di servizio (in progetto)                                                         | ..    | ..   | Gabes       | Trans Africana |
| 29           | Arram Strada regionale 116 per Djerba                                                  | 442,0 | ..   | Gabes       | Trans Africana |
|              | Area di servizio (in progetto)                                                         | ..    | ..   | Gabes       | Trans Africana |
| 30           | Sidi Makhlouf                                                                          | ..    | ..   | Médenine    | Trans Africana |
| 31           | Médenine Strada nazionale 1 Strada regionale 118 per Zarzis                            | 476,5 | 92,5 | Médenine    | Trans Africana |
| 32           | Strada regionale 115 per Tataouine                                                     | 507,0 | 62,0 | Médenine    | Trans Africana |
|              | Area di servizio (in progetto)                                                         | ..    | ..   | Médenine    | Trans Africana |
| 33           | Ben Gardane                                                                            | 530,5 | 38,5 | Médenine    | Trans Africana |
|              | Area di sosta (solo dir. nord)                                                         | --    | ..   | Médenine    | Trans Africana |
|              | Barriera di Ben Gardane                                                                | 565,0 | 4,0  | Médenine    | Trans Africana |
|              | Area di sosta (solo dir. sud)                                                          | ..    | --   | Médenine    | Trans Africana |
|              | fine autostrada in esercizio Strada nazionale 1 per Ras Agedir al confine con la Libia | 569,0 | 0,0  | Médenine    | Trans Africana |

## Diramazioni

### Diramazione per Borj Cédria
Nel 2019 è stato aperto al traffico la diramazione autostradale per Borj Cédria lunga poco più di 7 km. La diramazione collega l'autostrada A1 alle zone residenziali costiere di Erriadh.
| Raccordo di Borj Cédria |                                                         |      |      |               |
| Tipo                    | Indicazione                                             | ↓km↓ | ↑km↑ | Governatorato |
|                         | Autostrada A1 Tunisi - Libia                            | 0,0  | 7,6  | Ben Arous     |
|                         | Barriera                                                | ..   | ..   | Ben Arous     |
|                         | Strada Regionale 34                                     | 0,5  | 7,1  | Ben Arous     |
|                         | Borj Cédria Strada nazionale 1                          | 7,3  | --   | Ben Arous     |
|                         | fine autostrada in esercizio Erriadh - Strada Regionale | 7,6  | 0,0  | Ben Arous     |

### Diramazione per Sfax
| Diramazione per Sfax |                                                     |      |      |               |
| Tipo                 | Indicazione                                         | ↓km↓ | ↑km↑ | Governatorato |
|                      | Autostrada A1 Tunisi - Libia                        | 0,0  | 5,6  | Sfax          |
|                      | Area di sosta (solo dir. nord)                      | --   | 4,6  | Sfax          |
|                      | Barriera di Sfax Nord                               | 1,2  | 4,4  | Sfax          |
|                      | Area di sosta (solo dir. sud)                       | 1,3  | --   | Sfax          |
|                      | fine autostrada in esercizio Tangenziale di Sfax 11 | 5,6  | 0,0  | Sfax          |